# Manderen-Ritzing
Manderen-Ritzing é uma comuna francesa na região administrativa do Grande Leste, no departamento de Mosela. Estende-se por uma área de 15.07 km², e possui 596 habitantes, segundo o censo de 2018, com uma densidade de 40 hab/km².
Foi criada, em 1 de janeiro de 2019, a partir da fusão das antigas comunas de Manderen e Ritzing.